# Erigorgus sinuosus
Erigorgus sinuosus là một loài tò vò trong họ Ichneumonidae.